# Río Andi Koysu
Andi Koysu (en ruso: Андийское Койсу - Andíyskoye Koysu, en georgiano: ანდის ყოისუ - Andis Qoisu) es un río de Daguestán (Rusia) y Georgia. Comienza en la confluencia de los ríos Pirikiti Alazani y Tushetis Alazani, cerca de Omalo en la región de Tusheti en Georgia. Tiene 144 kilómetros de largo o 192 kilómetros, incluido su río de origen más largo, Tushetis Alazani, y su cuenca hidrográfica cubre 4.810 kilómetros cuadrados (1.860 millas cuadradas). En su confluencia con el Avar Koysu, cerca del pueblo de Guimrý en el centro de Daguestán, forma el río Sulak.